# Yester-Me, Yester-You, Yesterday
Singles de Stevie Wonder
My Cherie Amour
(1969) Never Had a Dream Come True
(1970)
Yester-Me, Yester-You, Yesterday est une chanson soul de 1966 écrite par Ron Miller et Bryan Wells.
Bien que précédemment enregistrée par deux artistes de la Motown, c'est l'interprétation du chanteur américain Stevie Wonder qui la popularise en 1969. Le single devient son 9e single classé dans le top 10 du Billboard Hot 100 (#7) durant les années 1960.

## Thème
La chanson a pour thème la nostalgie d'un être aimé et les regrets de ce qu'il s'est passé,.

## Premières versions
La chanson est enregistrée pour la première fois en 1966 par la chanteuse de la Motown Chris Clark. Cet enregistrement n'est rendu public qu'en 2005 à la sortie de la compilation Chris Clark - The Motown Collection. Le booklet de l'album indique un enregistrement réalisé le 31 août 1966, la piste voix étant enregistrée le 2 septembre,.
Le 9 décembre 1966, Barbara McNair enregistre une démo de la chanson. Une version définitive de sa voix est enregistrée le 14 janvier 1967.

## Version de Stevie Wonder
Le 21 janvier 1967, Wonder enregistre sa voix, les chœurs étant enregistrés le 24 janvier mais la chanson ne sort qu'en 1969 sur l'album My Cherie Amour, puis en tant que deuxième single de l'album sous la référence T-54188.
Le single devient son plus gros succès au Royaume-Uni (#2) à l'époque.
En 1970, Wonder enregistre une version en italien ainsi qu'une version en espagnol, respectivement intitulées Solo te, solo me, solo noi et Mi ayer, tu ayer, el ayer.

### Personnel
- Stevie Wonder : voix
- The Originals (Freddie Gorman, Walter Gaines, Hank Dixon, C.P. Spencer) : chœurs
- The Funk Brothers : instruments

### Classements

#### Classement hebdomadaire
| Classement (1969–70)                          | Meilleure position |
| --------------------------------------------- | ------------------ |
| États-Unis (Billboard Hot 100)                | 7                  |
| États-Unis (Billboard Hot R&B)                | 5                  |
| États-Unis (Adult Contemporary)               | 10                 |
| États-Unis (CashBox Top 100)                  | 9                  |
| Royaume-Uni (Official Charts)                 | 2                  |
| Pays-Bas (Dutch Charts)                       | 2                  |
| Pays-Bas (Top 40)                             | 6                  |
| Norvège (Norway Charts)                       | 1                  |
| Irlande (IRMA)                                | 3                  |
| Belgique (Ultratop 50 Singles néerlandophone) | 7                  |
| Belgique (Ultratop 50 Singles francophone)    | 4                  |
| Canada (RPM Top Singles)                      | 10                 |
| Canada (RPM Adult Contemporary)               | 15                 |
| Australie                                     | 12                 |
| Suisse (Swiss Charts)                         | 10                 |
| Allemagne (German Charts)                     | 15                 |
| France                                        | 10                 |
| Nouvelle-Zélande (Listener)                   | 10                 |
| Afrique du Sud (Springbok)                    | 14                 |
| Espagne (AFE)                                 | 18                 |

#### Classement annuel
| Classement (1969)                 | Position |
| --------------------------------- | -------- |
| États-Unis (Billboard R&B annuel) | 53       |
| Canada                            | 47       |
| Australie                         | 91       |
| Brésil                            | 60       |

Le titre est placé à 407e position au classement RYM pour l'année 1969.

## Reprises
Informations issues de SecondHandSongs, sauf mention contraire :
- 1970 :
  - Percy Faith sur Leaving on a Jet Plane
  - Patti Page sur Honey Come Back
  - Stanley Turrentine sur Flipped - Flipped Out
  - Tony Mottola sur Tony Mottola's Guitar Factory
- 1971 : Houston Person sur Person to Person!
- 1976 : John Holt sur 2000 Volts of Holt
- 1982 : Stars on 45 dans un medley de 14 chansons de Stevie Wonder, sur The Superstars
- 1984 : Boys Town Gang, en single
- 1985 : Jennifer Rush sur Movin'

### Adaptations en langue étrangère
| Année | Langue    | Titre                               | Adaptation            | Interprète(s)                                          |
| ----- | --------- | ----------------------------------- | --------------------- | ------------------------------------------------------ |
| 1970  | Italien   | Solo te, solo me, solo noi          | G.P. Ricci            | Stevie Wonder, Giuliano Palma & The Bluebeaters (2010) |
| 1970  | Portugais | Para Nós Dois                       | Fred Jorge            | Carlos Gonzaga                                         |
| 1970  | Espagnol  | Mi ayer, tu ayer, el ayer           | Cholo Baltasar, Amart | Stevie Wonder                                          |
| 1970  | Suédois   | Det var du, det var jag, det var då | Börje Carlsson        | Pelles                                                 |